# Оссонвиль, Шарль Луи Бернар д’
Шарль Луи Бернар де Клерон, граф д’Оссонвиль (фр. Charles Louis Bernard de Cléron, comte d'Haussonville; ум. 4 февраля 1754) — французский генерал, участник войн за Польское и Австрийское наследство.

## Биография
Сын графа Жана Иньяса д’Оссонвиля, государственного советника герцога Леопольда Лотарингского и великого магистра артиллерии Лотарингии, и Луизы де Отуа (ум. 1729).
Мушкетёр с 1717. С 18 июля 1720 капитан кавалерийского полка де Рюффека. Командовал ротой в лагере на Соне в 1727 и в лагере на Самбре в 1730 и 1732, а также при осаде Келя в 1733, атаке Этлингенских линий и осаде Филиппсбурга в 1734.
25 ноября 1734 назначен подполковником Королевского Руссильонского пехотного полка, присоединился к армии в Италии и командовал полком при осадах Ревере, Реджо, Реджоло и Гонзаги в 1735. Вернулся во Францию в сентябре 1736.
В 1737 получил должность главного охотничьего инспектора при дворе номинального короля Польши и герцога Лотарингии и Бара Станисласа Лещинского.
С апреля 1739 по апрель 1741 со своим полком действовал на Корсике против мятежников.
В 1742 участвовал в оборонительных операциях во Фландрии в составе Рейнской армии, 4 июня 1743 выступил в поход в Баварию. Вернувшись во Францию с Баварской армией в июле, участвовал в кампании в Верхнем Эльзасе под командованием маршала Куаньи, в том числе в удачных для французов боях у Ренвилле (Бад-Беллингене) осенью 1743.
В 1744 участвовал в отвоевании Вейсенбурга, 2 мая был произведен в бригадиры, участвовал в бою на рейнской переправе у Аугенума, затем в осаде Фрайбурга. Зимой оставался в Швабии, приказом от 1 апреля 1745 был направлен в армию, державшую оборону на Нижнем Рейне.
Приказом от 1 мая 1746 переведен в армию принца де Конти, осаждавшего Монс. В июле переведен в Итальянскую армию и закончил кампанию в Бриансоне.
В 1747 действовал в составе той же армии; 30 мая встал лагерем у Турну в долине Юбай, 19 июля командовал бригадой при атаке пьемонтских позиций войсками маршала Бель-Иля в жестоком сражении на перевале Ассьетта в долине Сузы. После поражения отступил в лагерь у Турну, где и закончил кампанию.
1 января 1748 произведен в чин лагерного маршала, отказался от командования полком и ушел в отставку.

## Семья
Жена (27.12.1728): Маргарита Франциска фон Массенбах (ум. 3.05.1748), дочь Николауса Франца фон Массенбаха (1658—1728) и Франциски фон Хельмстадт (1678—1729)
Дети:
- Жозеф Луи Бернар де Клерон, граф д’Оссонвиль (1737—1806). Жена (15.05.1768): Антонин-Мари де Ренье де Герши (1748—1847), дочь Шарля-Луи де Ренье де Герши, маркиза де Герши и де Нанжи (1715—1767) и Габриели Лидии д’Аркур (1722—)
- Мари-Жанна де Клерон д’Оссонвиль (1737—1806). Муж (1749): Шарль Франсуа Антуан, маркиз де Ленонкур (ум. 1750)